# Cinema Impero

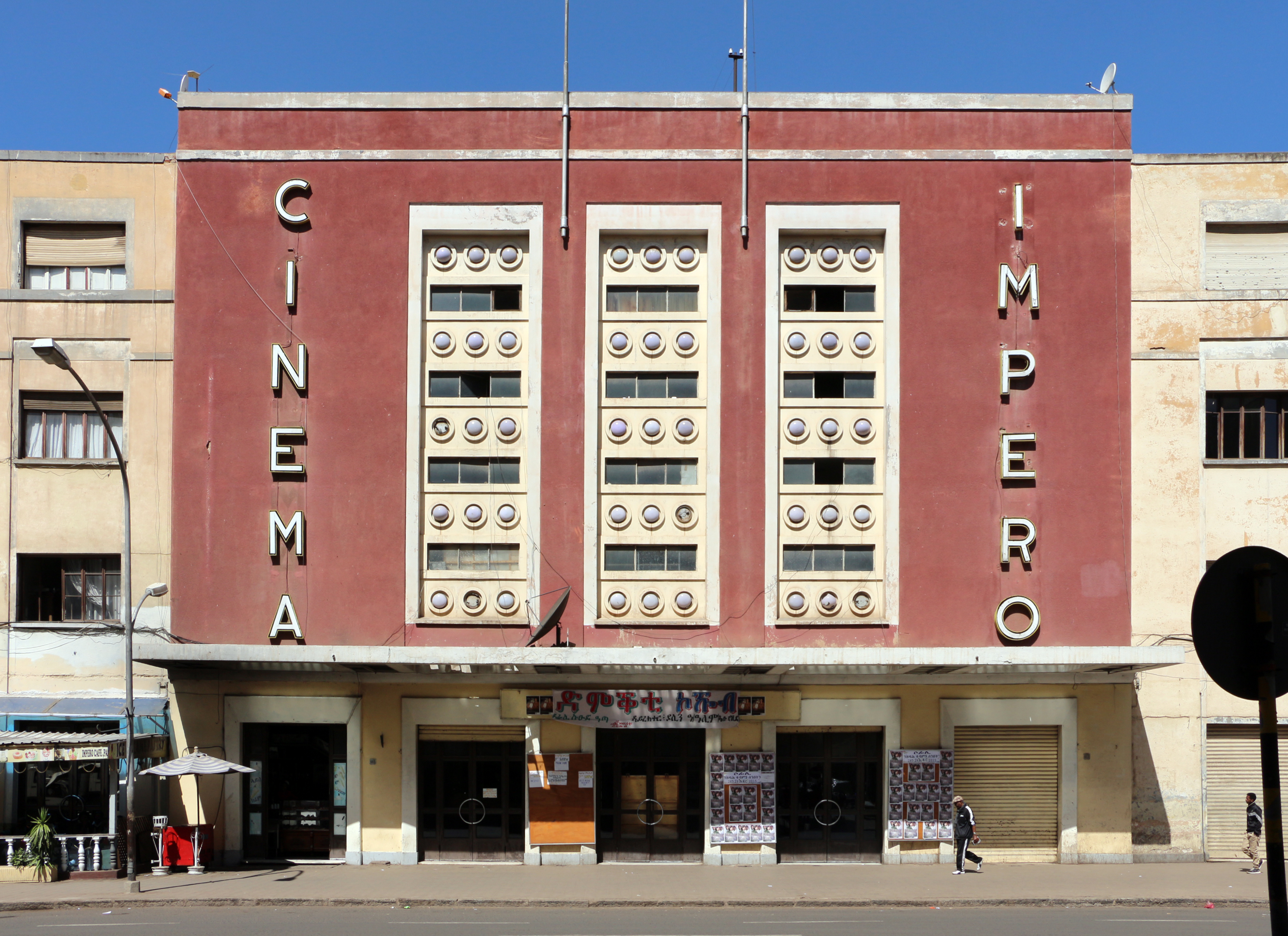
Cinema Impero a fost construită în Asmara în 1937. Este un exemplu celebru de construcție în stil Art Deco.

Cinema Impero este un cinematograf construit în stil Art Deco din Asmara, capitala Eritreei. A fost construită în 1937 de către autoritățile coloniale din Eritrea italiană.

## Istoria
Cinema Impero a fost cel mai mare cinematograf construit în Asmara în ultima perioadă a coloniei italiene a Eritreei. Acesta a fost numit după cucerirea Etiopiei de către Benito Mussolini și proclamarea de către acesta a Imperiului Italian.
Clădirea găzduiește și astăzi un cinematograf și este considerată de experți unul dintre cele mai bune exemple din lume a clădirilor în stil Art Déco.
Cinema Impero este încă puternică din punct de vedere structural după 70 de ani, scăpând fără pagube în timpul mai multor conflicte care au afectat Cornul Africii în secolul trecut.
Este o atracție turistică în Asmara modernă - împreună cu faimoasa clădire Fiat Tagliero și alte câteva structuri din perioada italiană a Eritreei coloniale (inclusiv Palatul Prezidențial și Primăria) - care au făcut din Asmara un sit al Patrimoniului Mondial de către UNESCO în 2017.